# اچ اچ ال آ
بندر هامبورگ و لجستیک AG (به اختصار HHLA)، که تا سال ۲۰۰۵ با نام شرکت سهام بندر و انبار هامبورگ شناخته می‌شد، و قبل از آن انجمن انبار آزاد پورت هامبورگ (HFLG) از سال ۱۸۸۵، یک شرکت تخصصی حمل و نقل آلمانی است. تا ۳۱ دسامبر ۲۰۱۹، این شرکت ۶۲۹۶ کارمند در سراسر جهان داشت و درآمدی معادل ۱٫۳۸ میلیارد یورو داشت.
کسب و کار اصلی HHLA به چهار بخش تجاری تقسیم می‌شود:
- ظرف[۷]
- بین وجهی[۸]
- لجستیک[۹]
- مشاور املاک[۱۰]